# Sander Kleinenberg

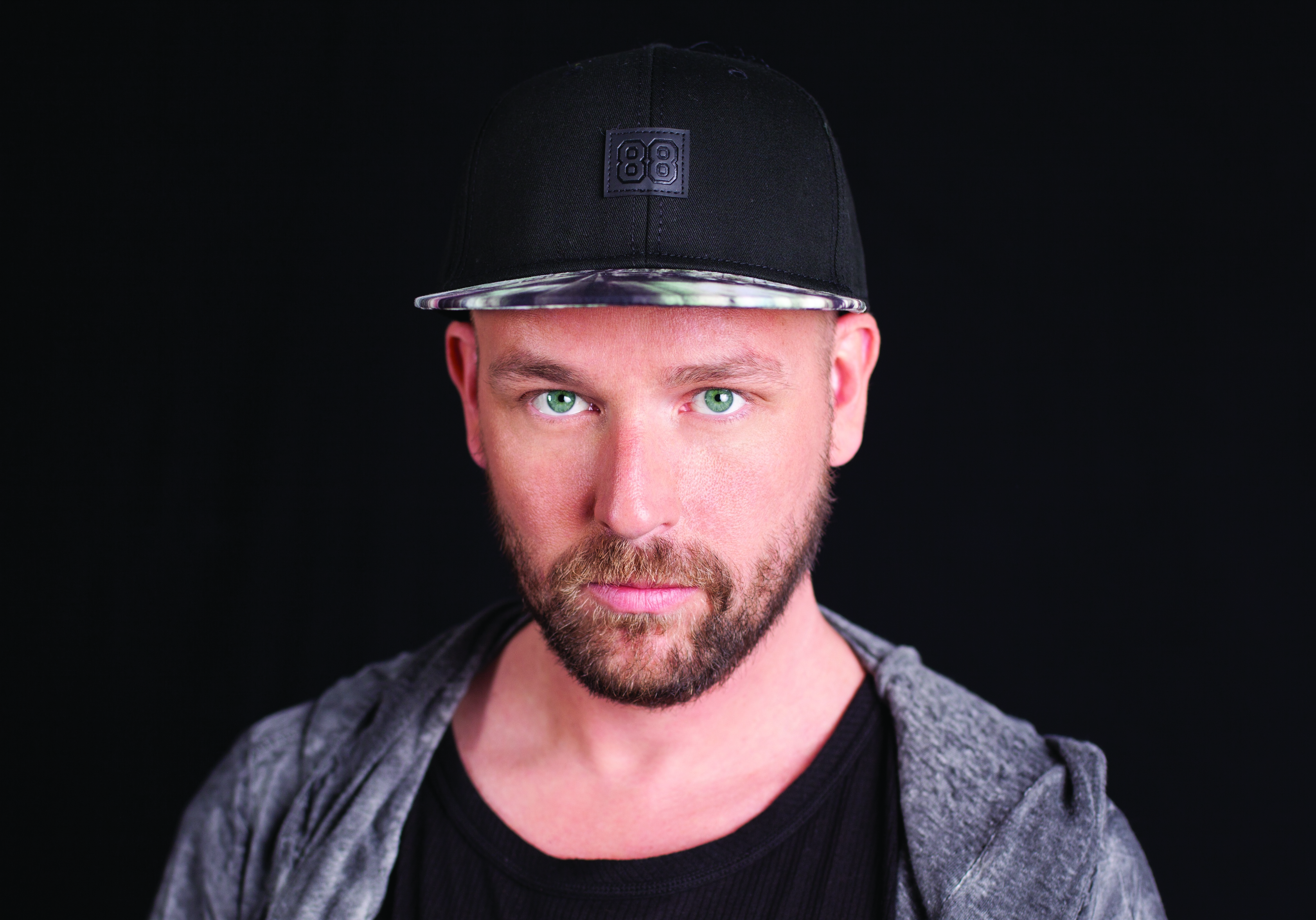
Sander Kleinenberg

Sander Kleinenberg (* 1971 in Delft, Niederlande) ist ein niederländischer DJ und Musikproduzent. 

## Karriere
In seiner Jugend begann Kleinenberg bereits in örtlichen Bars aufzulegen. Seitdem er 1996 anfing als Produzent für andere Künstler zu arbeiten, verwendeten einige der bekanntesten DJs der Welt, z. B. DJ Sasha, Deep Dish und Max Graham seine Musik für ihre Compilations. My Lexicon und Sacred gehen mehr in Richtung Trance, wohingegen The Fruit und Work To Do Beispiele für stärker vom Funk geprägte House-Musik Kleinenbergs sind. Sein aktuelles Album wird abgekürzt schlicht Everybody genannt, womit auch Kleinenbergs gegenwärtiger Stil des DJings beschrieben wird.

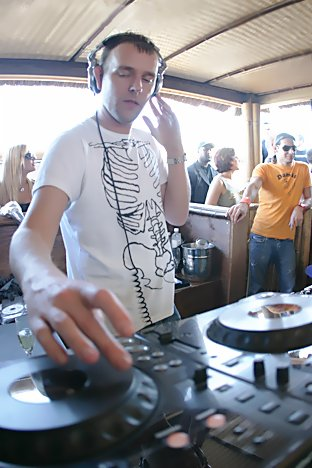
Sander Kleinenberg

Von Sander Kleinenbergs derzeitiger Popularität zeugen diverse Auftritte in weltberühmten Locations wie beispielsweise dem Space in Miami (USA), Crobar in New York City (USA) oder Pacha auf Ibiza (Spanien).
Berühmte Pop-Stars wurden ebenfalls auf Kleinenbergs Remix-Arbeiten aufmerksam. So beauftragte Justin Timberlake ihn 2003 mit der Ausarbeitung eines Club Remixes seines Songs Rock Your Body. Kleinenberg remixte außerdem Janet Jacksons All Nite (Don't Stop) im Jahr 2004.
Ebenfalls im Jahr 2004 wurde Kleinenberg von der Firma Pioneer Electronics als Sponsor mit einem der allerersten marktreifen DVJ-X1 aus Pioneers Pro DJ-Reihe ausgestattet.
Kleinenberg besitzt auch die Plattenfirma Little Mountain Recordings.

## Diskografie

### Alben
- Global Underground: NuBreed (2001)
- Essential Mix (2002)
- Renaissance Presents Everybody (2003)
- This Is Everybody Too (2004)
- This Is Everybody On Tour (2005)

### Singles
- Sacred (1999)
- 4 Seasons EP1 (1999)
- My Lexicon (2000)
- This Is Miami/Ibiza (2006)
- We-R-Superstars (2014)
- Can You Feel It (2014)
- Wicked Things (2015)

### Remixe
- Annie Lennox - Wonderful (Vocal Mix & Smokin' Dub)
- BT - Simply Being Loved (Somnambulist) (Sander Kleinenberg's Convertible Mix)
- N.E.R.D. - Maybe (Sander Kleinenberg Mix)
- Madonna - Hollywood (nicht veröffentlicht) (2003)
- Justin Timberlake - Rock Your Body (Sander Kleinenberg's Just In The Club Mix) (2003)
- BT - Somnambulist (Simply Being Loved) (Sander Kleinenberg Mix) (2003)
- Janet Jackson - All Nite (Don't Stop) (2004)
- Eurythmics - I've Got A Life (Sander Kleinenbergs You're It Remix) (2005)
- Mylo - Muscle Car (Sander Kleinenberg Pace Car Mix) (2004)
- Lamya - Empires (Sander Kleinenberg's Audio Paranoid Mix) (2006)
- Daft Punk - Tron Legacy (End Titles) (Remixed by Sander Kleinenberg) (2011)